# Puchar Świata w narciarstwie alpejskim kobiet 1972/1973
Puchar Świata w narciarstwie alpejskim kobiet sezon 1972/1973 to 7 edycja tej imprezy. Cykl ten rozpoczął się we francuskim Val d’Isère 7 grudnia 1972 roku, a zakończył 23 marca 1973 roku w amerykańskim Heavenly Valley.

## Podium zawodów

### indywidualnie
| Lp  | Data             | Miejsce          | Konkurencja | Zwyciężczyni          | 2. miejsce            | 3. miejsce            |
| 1.  | 3 grudnia 1972   | Val d’Isère      | zjazd       | Annemarie Moser-Pröll | Jacqueline Rouvier    | Irmgard Lukasser      |
| 2.  | 9 grudnia 1972   | Val d’Isère      | slalom      | Pamela Behr           | Odile Chalvin         | Patricia Emonet       |
| 3.  | 19 grudnia 1972  | Saalbach         | zjazd       | Annemarie Moser-Pröll | Jacqueline Rouvier    | Brigitte Totschnig    |
| 4.  | 20 grudnia 1972  | Saalbach         | gigant      | Annemarie Moser-Pröll | Monika Kaserer        | Hanni Wenzel          |
| 5.  | 2 stycznia 1973  | Maribor          | slalom      | Patricia Emonet       | Pamela Behr           | Rosi Mittermaier      |
| 6.  | 9 stycznia 1973  | Pfronten         | zjazd       | Annemarie Moser-Pröll | Monika Kaserer        | Irmgard Lukasser      |
| 7.  | 10 stycznia 1973 | Pfronten         | zjazd       | Annemarie Moser-Pröll | Irmgard Lukasser      | Ingrid Gfölner        |
| 8.  | 16 stycznia 1973 | Grindelwald      | zjazd       | Annemarie Moser-Pröll | Wiltrud Drexel        | Brigitte Totschnig    |
| 9.  | 17 stycznia 1973 | Wengen           | slalom      | Monika Kaserer        | Rosi Mittermaier      | Judy Crawford         |
| 10. | 20 stycznia 1973 | St. Gervais      | gigant      | Annemarie Moser-Pröll | Monika Kaserer        | Jacqueline Rouvier    |
| 11. | 21 stycznia 1973 | Les Contamines   | gigant      | Monika Kaserer        | Traudl Treichl        | Marilyn Cochran       |
| 12. | 25 stycznia 1973 | Chamonix         | zjazd       | Annemarie Moser-Pröll | Wiltrud Drexel        | Jacqueline Rouvier    |
| 13. | 26 stycznia 1973 | Chamonix         | slalom      | Marilyn Cochran       | Rosi Mittermaier      | Monika Kaserer        |
| 14. | 1 lutego 1973    | Schruns          | zjazd       | Annemarie Moser-Pröll | Wiltrud Drexel        | Ingrid Gfölner        |
| 15. | 2 lutego 1973    | Schruns          | slalom      | Rosi Mittermaier      | Patricia Emonet       | Conchita Puig         |
| 16. | 10 lutego 1973   | Sankt Moritz     | zjazd       | Annemarie Moser-Pröll | Ingrid Gfölner        | Wiltrud Drexel        |
| 17. | 11 lutego 1973   | Abetone          | gigant      | Monika Kaserer        | Traudl Treichl        | Sandra Poulsen        |
| 18. | 2 marca 1973     | Mont-Sainte-Anne | gigant      | Annemarie Moser-Pröll | Bernadette Zurbriggen | Marie-Therese Nadig   |
| 19. | 3 marca 1973     | Mont-Sainte-Anne | slalom      | Patricia Emonet       | Danièle Debernard     | Britt Lafforgue       |
| 20. | 7 marca 1973     | Anchorage        | gigant      | Bernadette Zurbriggen | Monika Kaserer        | Kathy Kreiner         |
| 21. | 13 marca 1973    | Naeba            | slalom      | Danièle Debernard     | Hanni Wenzel          | Barbara Cochran       |
| 22. | 15 marca 1973    | Naeba            | gigant      | Marilyn Cochran       | Claudia Giordani      | Annemarie Moser-Pröll |
| 23. | 22 marca 1973    | Heavenly Valley  | slalom      | Patricia Emonet       | Fabienne Serrat       | Christa Zechmeister   |
| 24. | 23 marca 1973    | Heavenly Valley  | gigant      | Patricia Emonet       | Monika Kaserer        | Christine Rolland     |

## Końcowa klasyfikacja generalna
| Miejsce | Zawodniczka           | Punkty |
| ------- | --------------------- | ------ |
| 1.      | Annemarie Moser-Pröll | 297    |
| 2.      | Monika Kaserer        | 223    |
| 3.      | Patricia Emonet       | 163    |
| 4.      | Rosi Mittermaier      | 131    |
| 5.      | Hanni Wenzel          | 112    |
| 6.      | Wiltrud Drexel        | 106    |
| 7.      | Jacqueline Rouvier    | 103    |
| 8.      | Marilyn Cochran       | 84     |
| 9.      | Ingrid Gfölner        | 83     |
| 10.     | Irmgard Lukasser      | 65     |

### Zjazd (po 8 z 8 konkurencji)
| Miejsce | Zawodniczka           | Punkty |
| ------- | --------------------- | ------ |
| 1.      | Annemarie Moser-Pröll | 125    |
| 2.      | Wiltrud Drexel        | 86     |
| 3.      | Jacqueline Rouvier    | 76     |
| 4.      | Ingrid Gfölner        | 68     |
| 5.      | Irmgard Lukasser      | 61     |

### Slalom gigant (po 8 z 8 konkurencji)
| Miejsce | Zawodniczka           | Punkty |
| ------- | --------------------- | ------ |
| 1.      | Monika Kaserer        | 110    |
| 2.      | Annemarie Moser-Pröll | 94     |
| 3.      | Hanni Wenzel          | 53     |
| 4.      | Patricia Emonet       | 52     |
| 5.      | Bernadette Zurbriggen | 51     |

### Slalom (po 8 z 8 konkurencji)
| Miejsce | Zawodniczka       | Punkty |
| ------- | ----------------- | ------ |
| 1.      | Patricia Emonet   | 111    |
| 2.      | Rosi Mittermaier  | 80     |
| 3.      | Monika Kaserer    | 67     |
| 4.      | Pamela Behr       | 56     |
| 4.      | Danièle Debernard | 56     |

### Drużynowo
| Miejsce | Kraj              | Punkty |
| ------- | ----------------- | ------ |
| 1.      | Austria           | 891    |
| 2.      | Francja           | 486    |
| 3.      | RFN               | 280    |
| 4.      | Stany Zjednoczone | 147    |
| 5.      | Szwajcaria        | 136    |